# Sandberg (geslacht)
Sandberg (ook: Van Bronkhorst Sandberg, Sandberg van Boelens en Van Westervelt Sandberg) is een uit Elburg afkomstig geslacht waarvan leden sinds 1816 tot de Nederlandse adel behoren.

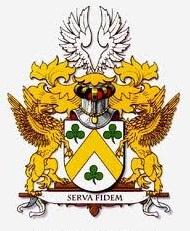
Sandberg familiewapen "Serva Fidem" (Dien trouw)

## Geschiedenis
De stamreeks begint met J(o)an Petersen, lakenkoper te Elburg in 1630 die daar burger werd in 1631. Vanaf diens kleinzoon hebben vele telgen een bestuurlijke rol gespeeld op lokaal, provinciaal en nationaal niveau. Daarnaast bracht het geslacht vele militairen, en enkelen aan de kunsten verbonden telgen voort.
Bij Koninklijk Besluit van 8 juli 1816 werd nazaat Samuel Johannes Sandberg (1778-1854) verheven in de Nederlandse adel; hij verkreeg in 1841 de titel van baron met overgang bij eerstgeboorte.
Bij KB van 20 oktober 1842 werd zijn broer mr. Albertus Sandberg, heer van 't Laar (1768-1843) verheven in de Nederlandse adel.
Door het huwelijk in 1803 tussen Aleyda Johanna van Westervelt (1785-1862), dochter van Anthony Pieter van Westervelt, heer van Leuvenum (1750-1823), en mr. Samuel Johannes baron Sandberg, heer van Essenburg (1778-1854) kwamen zowel Kasteel De Essenburgh als Huis te Leuvenum in dit geslacht; het eerste zou dat tot 1927 blijven, het tweede werd door de laatste Sandberg-bewoonster in een stichting ondergebracht die na haar overlijden in 2014 eigenaresse is. Sinds dat huwelijk speelden vele Sandbergen eeuwenlang een belangrijke, ook bestuurlijke rol op de Veluwe aangezien zij hierdoor met rond de 3.500 hectare de grootste grootgrondbezitter van de Veluwe waren geworden.
Anno 2007 heeft de stamvader zeer uitgebreid nageslacht, met tientallen in leven zijnde afstammelingen, waarvan in de 20e en 21e eeuw telgen uitzwermden over de hele wereld, ook al is nog steeds het merendeel gevestigd in Nederland.

## Enkele telgen

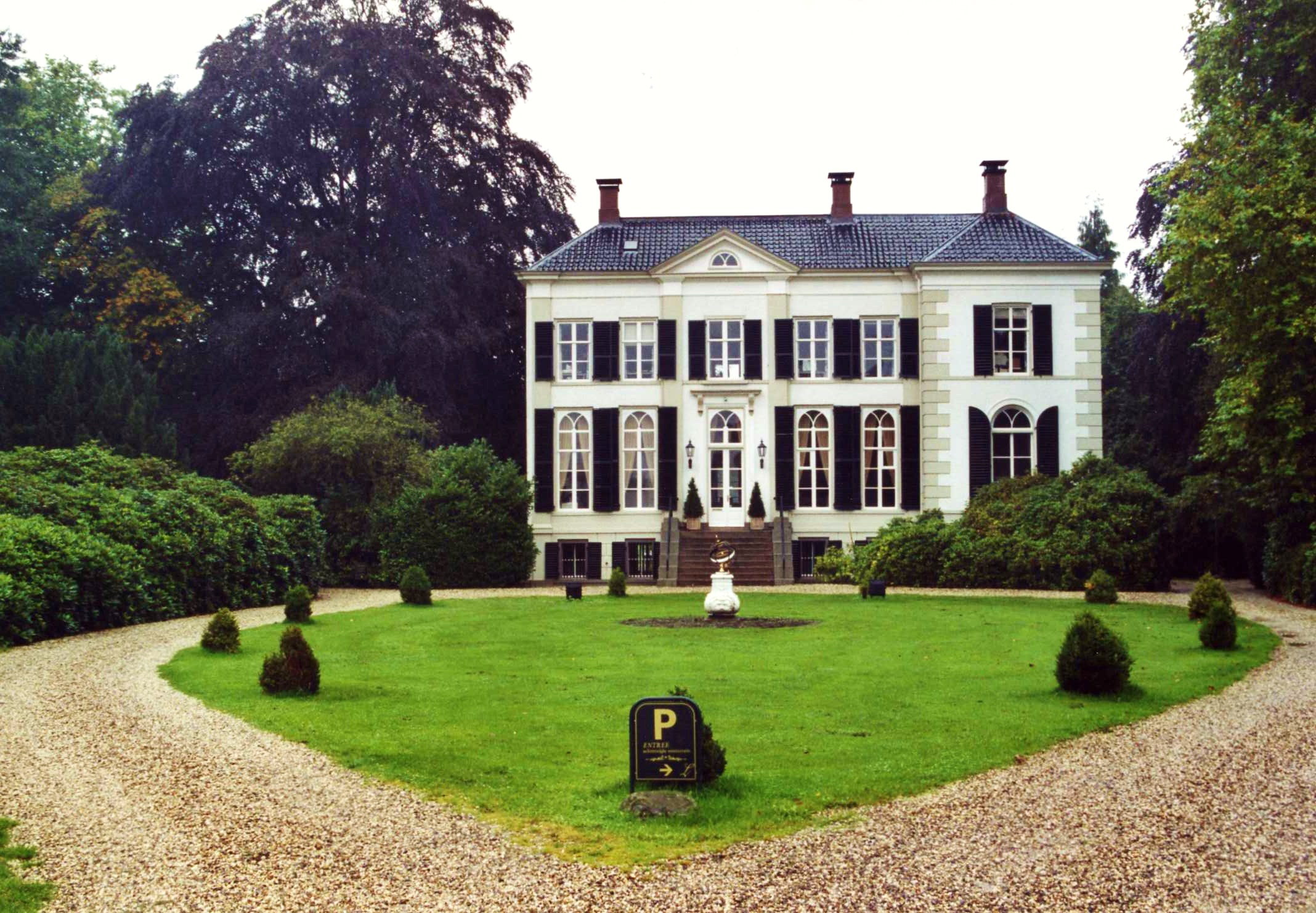
Het Laar

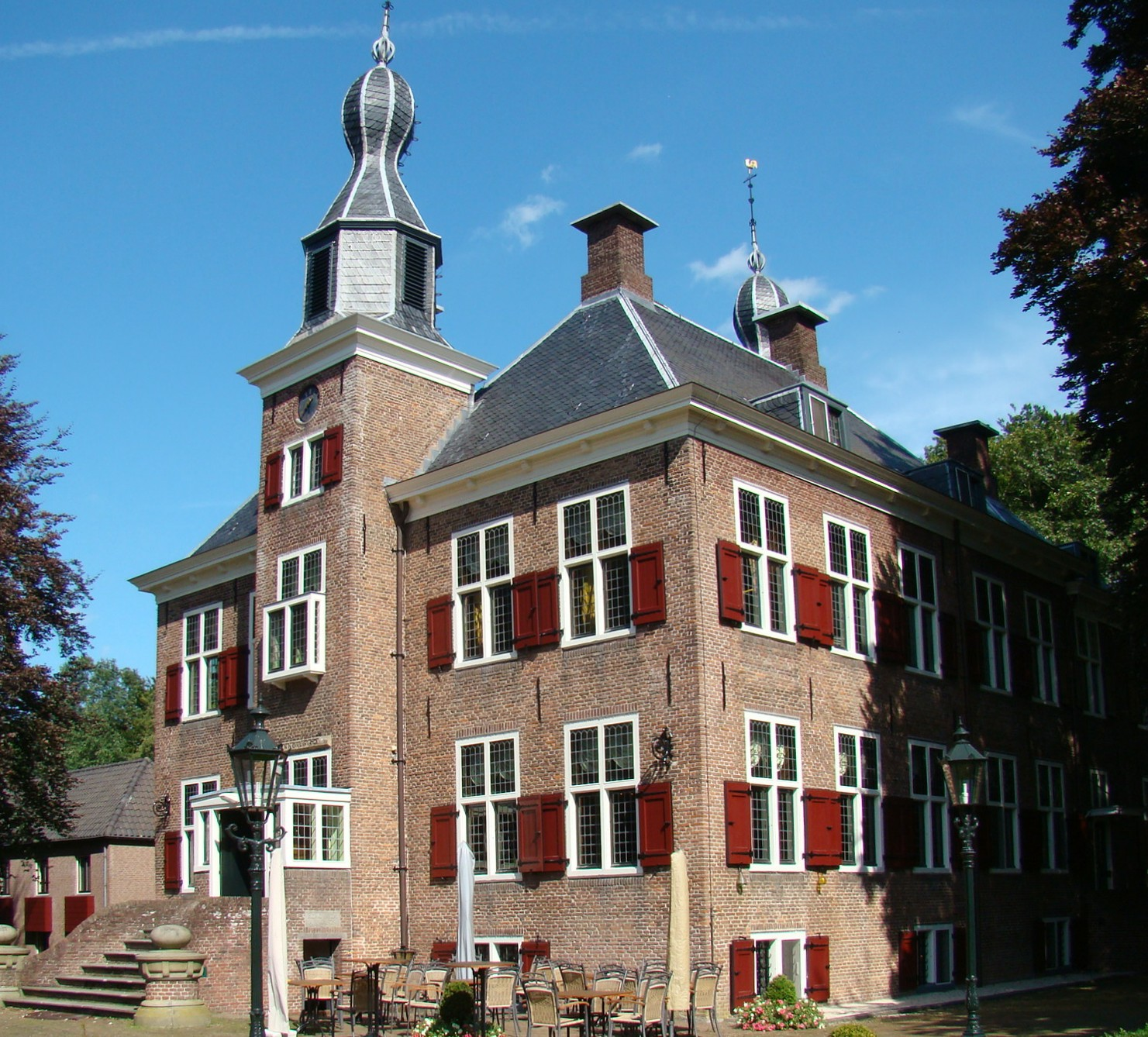
Kasteel De Essenburgh

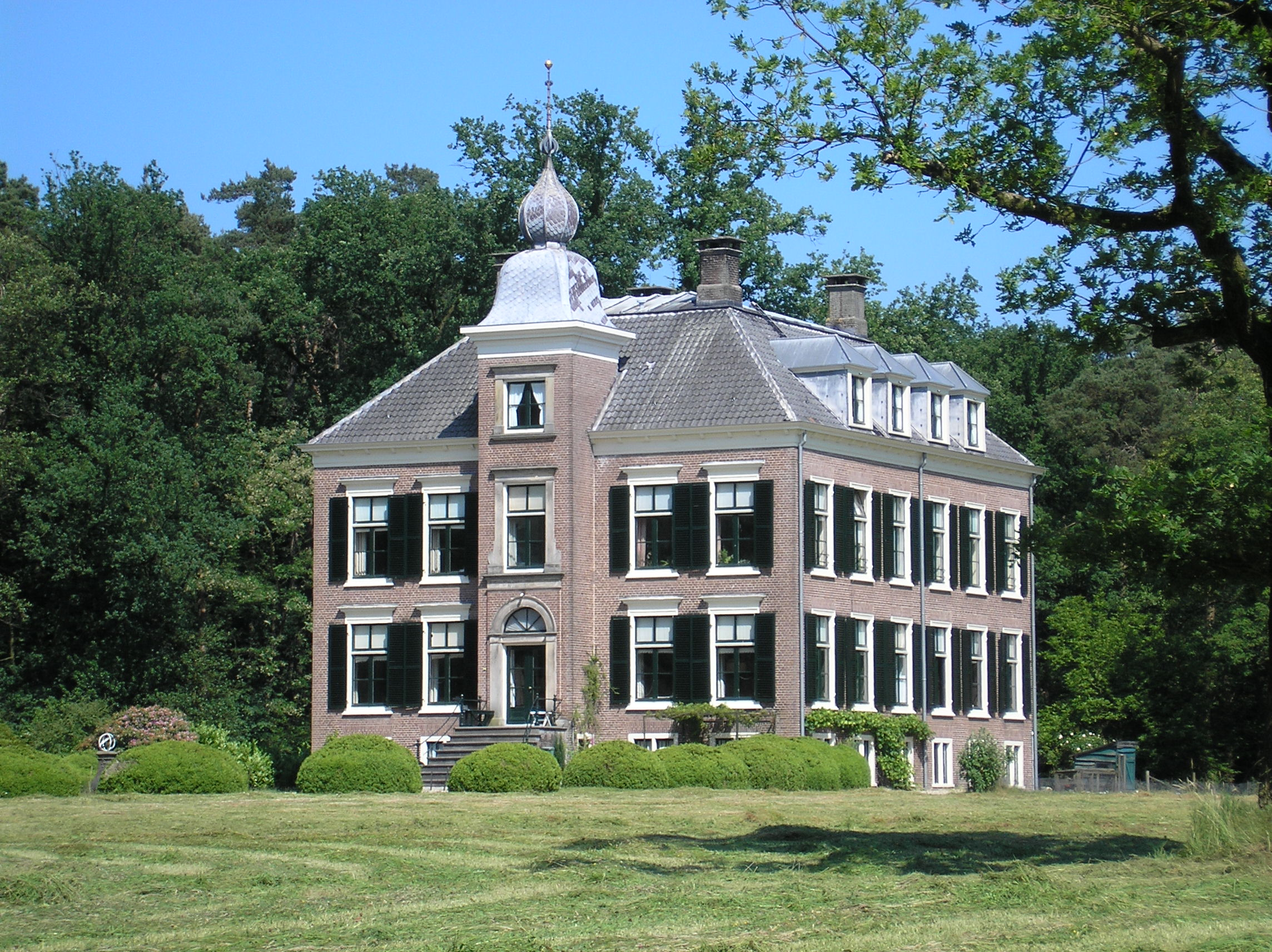
Huis te Leuvenum

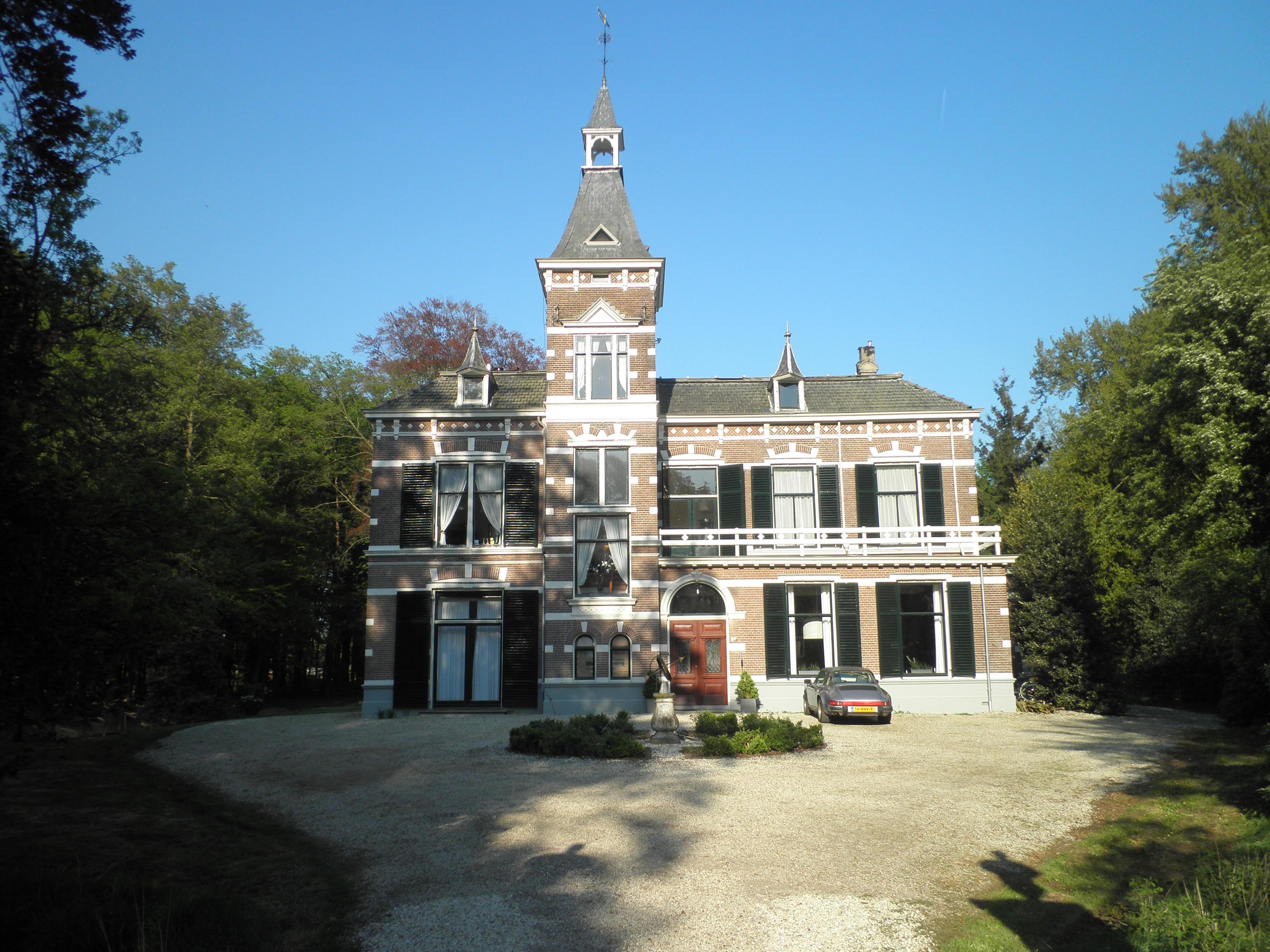
Huis De Bannink

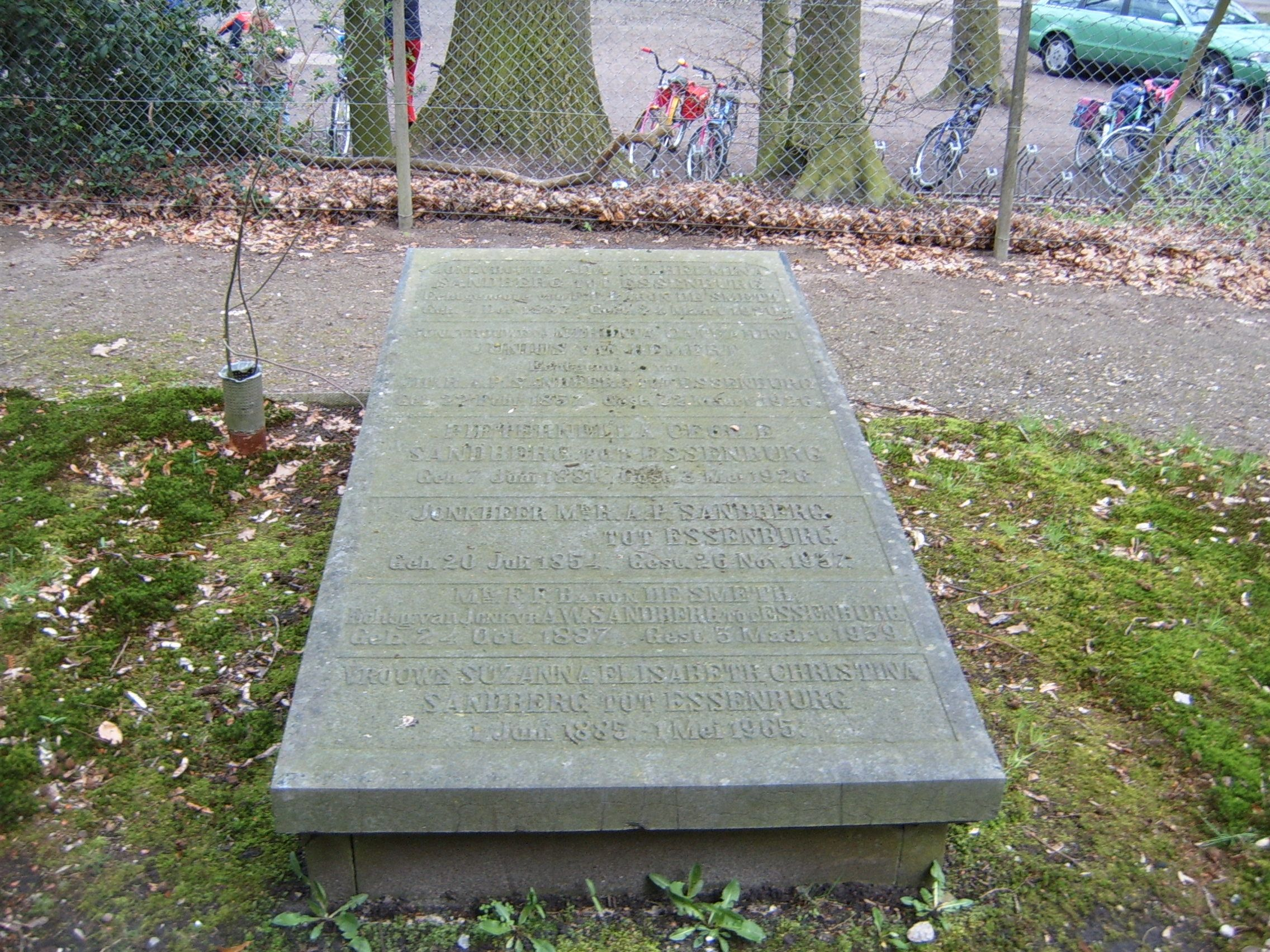
Familiegraf op het kerkhof van Colmschate, dicht bij De Bannink.

Mr. Jan Sandberg (1654-1693), schepen en burgemeester van Elburg
- Mr. Gijsbert Gerhard Sandberg (1681-1727), burgemeester van Elburg
  - Mr. Johan Gijsbert Sandberg (1705-1771), schout en burgemeester van Elburg, gedeputeerde der Staten Generaal
    - Mr. Rudolf Sandberg, heer van 't Laar (1731-1808), burgemeester van Zwolle en lid van het Wetgevend Lichaam, kocht in 1788 't Laar
      - Jhr. mr. Albertus Sandberg, heer van 't Laar (1768-1843), onder andere lid van de Tweede Kamer 1828-1842
        - Jhr. Johan Sandberg (1794-1877), ontvanger der directe belastingen
          - Jhr. Johan Jacob Sandberg (1838-1905), majoor-ingenieur KNIL
            - Jhr. Johan Sandberg (1864-1947), 1e luitenant infanterie KNIL
              - Jhr. ing. Egon Sandberg (1907-1974), ingenieur Schiphol
                - Jhr. Gerhard Bodo Johan Sandberg (1938), oud-manager AMEV, chef de famille

              - Jhr. Bodo Sandberg (1914-2005), luitenant-kolonel, jachtvlieger en instructeur Koninklijke Luchtmacht, luchtmachtattaché te Oslo, Stockholm, Helsinki en Kopenhagen

            - Jhr. Johannis Coenraad Cornelium Sandberg (1869-1942), kolonel KNIL
              - Jhr. Marius Diederik Christoph Sandberg (1896-1986), voetballer

            - Jkvr. Jacqueline Royaards-Sandberg (1876-1976), toneelspeelster
            - Jhr. dr. Christoph George Sigismund Sandberg (1866-1954), adjudant van Louis Botha, NSB-lid
              - Jhr. Edward Floris Sandberg (1898-1988), burgemeester van Kampen (1942-1945)

        - Jhr. mr. Johannes Albertus Sandberg (1798-1883), advocaat te Zwolle, lid Provinciale Staten en Gedeputeerde Staten van Overijssel
          - Jhr. mr. Abraham Matthias Cornelis Sandberg (1829-1910), ontvanger der registratie
            - Jhr. ir. Herman Hendrik Sandberg van Boelens (1864-1949), ingenieur Staatsspoorwegen
              - Jhr. mr. Rudolph Sandberg van Boelens (1899-1960), burgemeester

            - Jhr. mr. Berend Willem Theodoor Sandberg (1867-1961), gemeentesecretaris van Amersfoort, griffier van Provinciale Staten van Zuid-Holland
              - Jhr. mr. Abraham Matthias Cornelis Sandberg (1894-1970), advocaat en procureur
                - Jhr. mr. dr. Gerhard Frederik Sandberg (1923-2014), archivaris

              - Jhr. dr. Willem Jacob Henri Berend Sandberg (1897-1984), directeur van het Stedelijk Museum (Amsterdam)

          - Jhr. mr. Johannes Albertus Sandberg (1832-1906), lid Tweede Kamer der Staten-Generaal 1869-1881, lid Algemene Rekenkamer 1881-1902

        - Jhr. Albertus Sandberg, heer van 't Laar (1810-1888), lid Ridderschap 1844-1850 en Provinciale Staten 1840-1847, 1849-1850 van Overijssel, oprichter van de Sandbergstichting

      - Mr. Samuel Johannes baron Sandberg, heer van Essenburg (1778-1854), voorzitter van de Tweede Kamer
        - Mr. Rudolph baron Sandberg, heer van Essenburg (1803-1873), lid Provinciale Staten van Overijssel
        - Heribert Willem Aleid baron Sandberg, heer van Essenburg (1819-1895)
          - Jhr. Samuël Johannis van Westervelt Sandberg (1842-1880), wethouder van Harderwijk
            - Heribert Willem Aleid baron van Westervelt Sandberg (1875-1952), lid gemeenteraad van Nijmegen

          - Jhr. Cornelis Johannes Sandberg, heer van Essenburg (1843-1907)
            - Jhr. Heribert WilIem Aleid Sandberg, heer van Essenburg (1867-1945), burgemeester van Zevenhuizen
            - Honnoré Anton Herman baron Sandberg (1872-1956), rijksbetaalmeester te Assen
              - Cornelis Johannes baron Sandberg (1901-1976), directeur N.V. Landgoed Tongeren; trouwde in 1935 met Fransina Felicia Rauwenhoff (1900-1961), telg uit de familie Rauwenhoff die landgoed Tongeren bezit
              - Jhr. mr. Willem Cornelis Sandberg (1908-1949), burgemeester van Middelburg
                - Cornelis Johannes baron Sandberg (1932), tuinbouwkundige en sinds 1976 houder van de baronale titel, gevestigd in Nieuw-Zeeland
                - Jhr. Heribert Willem Aleid van Westervelt Sandberg (1947), documentalist, verkreeg naamswijziging in 1950
                - Jhr. drs. Germain Jacques Sandberg, heer van Oudshoorn, Gnephoek en de Ridderbuurt (1949), lid bestuur Stichting Sandberg van Leuvenum

            - Jhr. Rudolph Antonie Peter Sandberg (1874-1959), adjunct-archivaris van Amersfoort
              - Jhr. Adolphe Théodore Georges Sandberg (1912-2004), directeur van de Nederlandse Ski Vereniging
                - Jhr. Rudolphe Georges Peter Sandberg (1940), burgemeester

          - Jhr. Henri François Maria Elisa Sandberg (1847-1919), intendant van het Loo en van Soestdijk, lid gemeenteraad van Apeldoorn, kamerheer i.b.d. van Koningin Wilhelmina
            - Jhr. mr. Ludo van Bronkhorst Sandberg (1874-1940), lid van de Raad van State
            - Jhr. mr. Willem Bernardus Sandberg (1876-1918), burgemeester van Abcoude, lid Provinciale Staten van Utrecht, burgemeester van Haarlem

          - Jhr. mr. Rudolph Antoni Petrus Sandberg (1854-1937), lid gemeenteraad van Harderwijk, lid gemeenteraad en wethouder van Diepenveen, heemraad van het Waterschap Salland
            - Jkvr. Ada Wilhelmina Sandberg (1887-1920); trouwde in 1913 met mr. Ferdinand François baron de Smeth (1887-1939), burgemeester en hofmaarschalk van Koningin Wilhelmina
            - Jhr. dr. Cornelis Johannes Sandberg (1883-1945), burgemeester en bouwer van het Huis te Leuvenum
              - Jkvr. Anna Maria Ernestine Louise Sandberg (1911-1991), interniste en bewoonster van huis De Bannink in Colmschate
              - Jkvr. Anthonia Catharina Sandberg (1916-2006), bewoonster van het Huis te Leuvenum
              - Jkvr. Mechteld Aleyda Johanna Sandberg (1919-2014), laatste bewoonster van het Huis te Leuvenum en oprichtster van de Stichting Sandberg van Leuvenum